# Moehringia ciliata
Moehringia ciliata là loài thực vật có hoa thuộc họ Cẩm chướng. Loài này được (Scop.) Dalla Torre mô tả khoa học đầu tiên năm 1882.